# Herbe de la pampa
Cortaderia selloana
Espèce
Classification phylogénétique
L’Herbe de la pampa, Herbe des pampas ou Roseau à plumes (Cortaderia selloana) est une espèce de plantes à fleurs de la sous-famille des Danthonioideae (de famille des Poaceae). C'est une grande plante herbacée vivace originaire d'Amérique du Sud. On la cultive souvent comme plante ornementale. C'est une espèce invasive.
Le nom Cortaderia provient de l'espagnol (castillan) et signifie « coupeuse », en référence à ses feuilles longues, fines et coupantes. L'adjectif spécifique selloana lui a été donné en 1818 par le naturaliste Alexander von Humboldt (1769-1859), en hommage au botaniste et naturaliste allemand Friedrich Sellow qui étudia la flore d'Amérique du Sud, en particulier celle du Brésil.

## Description
L'herbe de la pampa est une grande graminée pouvant atteindre trois mètres de hauteur poussant en bouquets denses. L'espèce est dioïque, à savoir que les fleurs mâles et femelles sont portées par des individus distincts.
Les feuilles sont persistantes, élancées et longues d'1 à 2 m pour 1 cm de largeur. Elles contiennent une quantité de phytolithes siliceux représentant jusqu'à plus de 5 % du poids sec, qui, sur les bords de la feuille, agissent comme des dents de scie et lui donne son caractère très coupant. Il faut les manipuler avec précaution. Leur couleur va du vert-bleuâtre au gris argent.
Les fleurs sont groupées dans des panicules blancs très denses, de 20 à 40 cm de long, portés par des tiges hautes de 2 à 3 mètres.
La floraison a lieu de juillet à octobre sur le littoral méditerranéen.

## Répartition

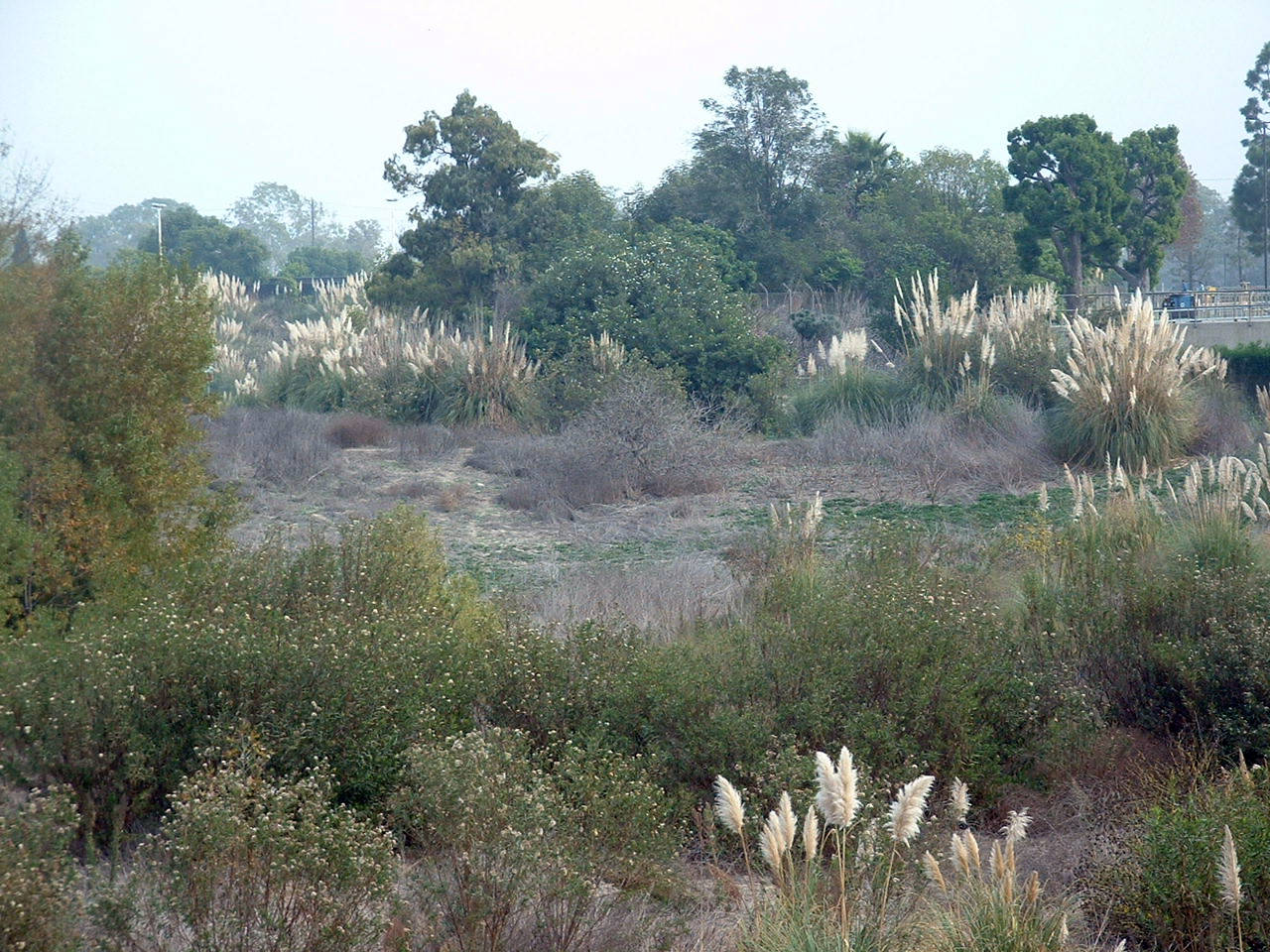
Californie

Cette espèce est originaire d'Amérique du Sud (Brésil, Paraguay, Uruguay, Argentine, Chili , etc.)
Elle s'est naturalisée dans de nombreuses régions du monde, notamment en Australie et Nouvelle-Zélande, à Hawaï et dans l'ouest des États-Unis, en Afrique australe, dans l'Europe méridionale et les Îles Canaries. On en trouve également en France, le long des côtes atlantiques, notamment en Aquitaine. 
L'herbe de la pampa est hautement adaptable et peut croître dans une large gamme de milieux et de climats. Elle est aussi très prolifique, chaque pied pouvant produire au cours de sa vie plus d'un million de graines dans les inflorescences de la plante. 

## Plante envahissante et interdiction
Dans certaines régions, par exemple la Californie et Hawaï, elle est considérée comme plante envahissante, tandis qu'en Nouvelle-Zélande il est formellement interdit de la vendre et de la propager.
En France, elle s'est échappée des jardins et implantée sur certaines côtes bretonnes et zones incultes de l'île de La Réunion (à la suite du Grenelle de l'Environnement, le ministère de l'Écologie, du Développement durable, des Transports et du Logement a lancé la définition de sa stratégie de lutte contre les espèces exotiques envahissantes (EEE) « nuisant à la biodiversité ».),. À La Réunion, elle figure désormais sur la liste des plantes interdites par l'arrêté ministériel du 1er avril 2019. L'interdiction de cette plante en France est finalement décidée en 2024 ; elle couvre la vente, la détention, son transport et son échange.

## Utilisation

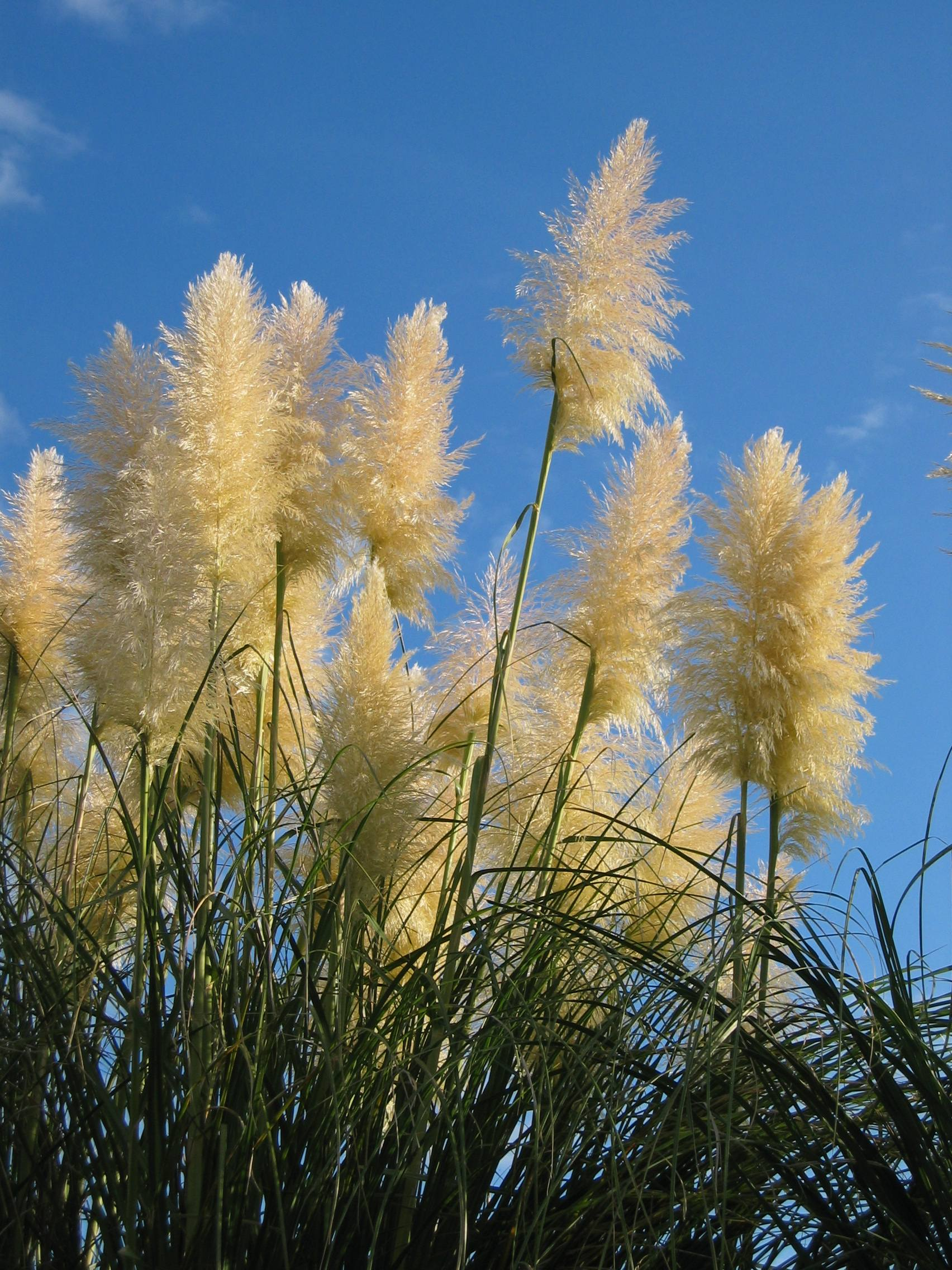
Inflorescences.

L'herbe de la pampa fut originellement introduite en Europe et en Amérique du Nord comme graminée ornementale, et dans une moindre mesure comme plante de pâturage. Ses inflorescences en plumets s'utilisent largement, une fois séchées, en confection de bouquets secs.
Cortaderia selloana a été classée parmi les « espèces végétales exotiques envahissantes » en France métropolitaine. Elle est donc interdite. Arrêté du 2 mars 2023 portant mise à jour de la liste des espèces animales et végétales exotiques envahissantes sur le territoire métropolitain.
Il existe de nombreuses variétés horticoles, dont :
- Albolineata : plante plus petite qui ne dépasse pas 2 m de haut. Ses feuilles sont panachées à bords jaunes.
- Sunningdale Silver : cette variété, qui atteint 3 m de haut, a des inflorescences particulièrement fournies. Elle a été récompensée au Royaume-Uni par la  Société royale d'horticulture (Award of Garden Merit).

## Dénominations
Ce taxon porte en français les noms vernaculaires ou normalisés suivants : 
- Cortadéria[8] ;
- Cortadérie argentée[9] ;
- Cortadérie de Sello[8] ;
- Cortadérie de Selloa[9] ;
- Gynérion argenté[8] ;
- Gynérium argenté[9] ;
- Herbe de la Pampa[9],[10],[8] ;
- Herbe des pampas[9],[10],[8] ;
- Plumet de la Pampa[8] ;
- Roseau à plumes[9],[8].

## Systématique
Le nom correct complet (avec auteur) de ce taxon est Cortaderia selloana (Schult. & Schult. f.) Asch. & Graebn..
L'espèce a été initialement classée dans le genre Arundo sous le basionyme Arundo selloana Schult. & Schult.f..
Cortaderia selloana a pour synonymes :
- Arundo dioeca Spreng.
- Arundo dioica Spreng.
- Arundo kila Spreng.
- Arundo kila Spreng. ex Steud.
- Arundo selloana Schult. & Schult.f.
- Cortaderia argentea (Nees) Stapf
- Cortaderia dioeca Speg.
- Cortaderia dioica Speg.
- Gynerium argenteum subsp. bertinii Jacob-Makoy
- Gynerium argenteum var. albolineatum W.Bull
- Gynerium argenteum var. argenteum
- Gynerium argenteum Nees
- Gynerium dioicum Dallière
- Gynerium elegans Van Geert
- Gynerium elegans VanGeert
- Gynerium purpureum Carrière
- Moorea argentea (Nees) Lem.